# 交通运输部长江航务管理局
交通运输部长江航务管理局，简称长航局，是中华人民共和国交通运输部的正司局级派出机构，对长江干线航运行使政府行业管理职能，受交通运输部委托或法规授权行使长江干线航运行政主管部门职责。
交通运输部长航局管理四川宜宾至上海长江口一线里程2808公里的长江干线航道。
长航局下辖长江海事局（含江苏海事局）、长江航道局（含长江口航道管理局）、长江三峡通航管理局、中国水运报刊社和长航总医院等11个单位，还有66个基层局，遍布长江沿线大中城市，全系统现有职工3.5万余人。

## 历史
1950年1月28日，中央人民政府政务院发布《关于1950年航务、公路工作的决定》，规定“在交通部下设航务总局及国营轮船总公司，领导航务建设，管理航运工作。”开始实行统一长江航务与航运管理，确立政企分管的航运体制。4月10日，成立中央人民政府交通部长江区航务局，局长刘惠农，副局长雷敏之、张文琦。下设重庆分局、南京分局及万县、宜昌、九江、安庆、芜湖及镇江办事处。长江区航务局对沿江各省内河航务局实行业务领导；沿江各省内河航务局管理帆船及一定吨位的轮船。长江区航务局统一长江运价及货物等级分类，全面调整和降低运价，拟定《长江航行章程》，报交通部核准。招商局汉口分公司改组为中国人民轮船总公司长江分公司，与长江区航务局合并办公，刘惠农为长江区航务局局长兼长江分公司经理，下辖镇江、南京、芜湖、九江、长沙、沙市、宜昌、万县及重庆各分公司与办事处。招商局汉口分公司原属海关管理的航道机构也并入长江区航务局统一管理。1952年9月，交通部撤销航务总局和中国人民轮船总公司及其各分支机构，长江分公司的业务并入长江区航务局。1952年10月12日，长江区航务局更名为中央人民政府交通部长江航务管理局（简称长航局）。长航局成为“政企合一”的机构，统一航政、运输、港务、江务及船厂等行政与企业的领导，形成集中统一的管理体制。学习苏联内河运输管理模式，按照“集中统一管理和面向生产、加强业务技术、精简机构”的原则，于1952年12月完成机构改革，长航局共有职工11 821人。其中局直属系统9 451人，航道工程系统1 263人，船舶修理厂1 107人，直辖13个港口（一等港3个：上海、汉口、重庆；二等港3个：南京、芜湖、宜昌；三等港7个：镇江、安庆、九江、黄石、沙市、长沙、万县），设立19个营业站，2个航道区和3个修船厂；局机关设航运处、机务处、航道工程处、私营航业管理处、经济保卫处、办公室、计划室、财务室、人事室、监督室、材料供应科、基本建设科、劳动工薪科、电信科。 
1954年5月河南省人民政府秘书长贺崇升调任长江航务管理局局长、长航局党组书记兼公私合营民生公司总经理、湖北省委委员。当时的副局长张明、谢邦治、张文昂、陶琦、解莅民、邓少云、雷敏之、石新、邹启安，政治部主任是石玉，海员工会主席是李夫。
1964年7月，交通部报请国务院《关于长江干线运输实行统一管理问题的报告》中提出："从管好整个长江干线航运事业、适应日益高涨的经济形势来看，需要改变目前分散管理的局面，将各省航运局在长江干线上从事长、短途运输船舶统一管起来，并在这个基础上，成立托拉斯性质的长江航运公司。"1964年，根据国家经委批文，上收了沿江六省一市地方经营的部分航线、船舶与港口，试办了长航托拉斯，改长江航运管理局为长江航运公司，史堪任经理，贺崇升任党委书记。长航运输企业的运输生产与安全质量又从低谷走向高峰。货运量由1962年的1464.6万吨增加到1966年的2186.1万吨，利润从1962年的655万元上升到1966年的2915万元，船产吨由1962年的21.3吨回升到1966年的31.6吨，沉船死亡重大恶性事故和货差货损事件也都大大下降。
依据中华人民共和国国务院国发[1983]50号文件精神，政企分开、港航分管，1984年原长江航运管理局撤销，组建长江航务管理局。2002年，中编办《关于交通部长江航务管理局主要职责和人员编制的批复》（中编办复字[2002]7号）明确长航局为交通部派出机构，对长江干线航运行使政府行业管理职能，受交通部委托或法规授权行使长江干线（云南水富--上海长江口，干线航道里程2838公里）航运行政主管部门职责，正厅（局）级单位。长航局有6个直属单位，其中长江海事局、长江航道局、长江三峡通航管理局为正局级单位；长江航运公安局为副局级单位，长江航运总医院、中国水运报刊社为正处级单位。

## 职责
根据有关规定，交通运输部长江航务管理局承担下列职责：
1. 组织或参与长江干线航运有关规章草案工作，拟定长江干线航运发展战略，组织编制长江干线航运中长期规划和五年计划，并在批准后监督实施；
2. 负责长江干线航运行政管理、航运市场宏观调控及监督管理和规范长江干线水运建设市场，以及长江干线港航设施建设和使用岸线布局的行业管理
3. 组织长江干线国家重点物资和紧急物资运输，协助军事物资运输
4. 对长江干线客货运输质量、航运基础设施工程项目和水运工程质量实施监督管理
5. 负责长江干线航道、枢纽通航、通信、引航、卫生监督、水运规费稽征等管理工作，以及长江干线水运行业相关的统计和信息引导
6. 按规定管理长江干线水上安全监督和航运公安工作
7. 指导长江干线水运行业体制改革、法制建设和结构调整
8. 组织航运重大科技开发、推动行业技术进步和信息化工作
9. 协调长江水系十三省市港航管理业务工作和长江水系水资源综合开发中的有关航运工作等

## 机构设置
根据有关规定，交通运输部长江航务管理局设置下列机构：

### 内设机构
- 办公室
- 政策法规处
- 规划基建处
- 财务审计处
- 人事教育处（公务员管理处）
- 运输管理处
- 安全管理处（应急办公室）
- 航道与通航管理处
- 科技与信息化管理处
- 纪检监察处
- 机关党委（宣传处）

### 直属机构
- 中华人民共和国长江海事局（正厅局级）[註 1][註 2]
- 长江航道局（正厅局级）
- 长江三峡通航管理局（正厅局级）

### 直属事业单位
- 长江航运总医院
- 中国水运报刊社（正处级）